# Amir Muzaffar Inak
Amir Muzaffar Inak (Amir Mosāfer Ināq) fou un alt funcionari mongol dels Il-kan de Pèrsia nomenat amir governador dels dominis indju (reials) de Fars. Només és coneguda la seva participació en els afers del Fars del 1334 al 1335.
El 1334 fou nomenat governador de Fars. Abans de poder sortir cap a la província el governador que havia perdut el càrrec, Sharaf al-Din Mahmud Shah, que residia a la cort de Sultaniya i tenia al Fars un fill com a delegat, va conspirar amb altres notables per assassinar Muzaffar i el van perseguir fins als mateixos murs del palau del kan, i quan Muzaffar es va refugiar a l'interior, no van dubtar en empaitar-lo allí també, Muzaffar es va poder salvar.
A final del 1334 o començament del 1335 Amir Muzaffar va anar a Fars i va tractar de prendre possessió del govern però es va trobar que Ghiyath al-Din Khay Khusraw, el fill de Mahmud delegat per aquest a Shiraz, es negava a entregar-li el govern; la situació es va perllongar amb negociacions durant mesos, fins que es va saber la mort d'Abu Said (que s'havia produÍt el 30 de novembre de 1335) i llavors Ghiyath al-Din va fer presoner a Amir Muzaffar i el va enviar a la cort de Sultaniya. La seva sort final és desconeguda.